# خمس ثواني من الصيف (ألبوم)
خمس ثواني من الصيف (بالإنجليزية: 5 Seconds of Summer)‏ هو أول ألبوم إستديو لفرقة البوب روك الأسترالية 5 سيكوندس أوف سمر. تم إصداره في 27 يونيو 2014، من قبل تسجيلات كابيتول. يحتوى الألبوم على 4 أغانى منفردة وهي: أنها تبدو رائعة، لا تتوقفى، فقدان ذاكرة، فتيات جيدات. ويحتوى على أنماط موسيقى البوب بانك، والبوب روك.

## روابط خارجية
- خمس ثواني من الصيف على موقع أول موفي (الإنجليزية)